# Radkowice-Kolonia
Radkowice-Kolonia – wieś w Polsce położona w województwie świętokrzyskim, w powiecie starachowickim, w gminie Pawłów.
W latach 1975–1998 miejscowość położona była w województwie kieleckim.

## Części wsi
| SIMC    | Nazwa   | Rodzaj    |
| ------- | ------- | --------- |
| 0260787 | Działki | część wsi |

## Zabytki
Do rejestru zabytków nieruchomych zostały wpisane obiekty:
- Szkoła podstawowa w stylu szwajcarskim, wybudowana w latach 1946–1949 według projektu architektów i profesorów Politechniki Warszawskiej, Romualda Gutta i Haliny Skibniewskiej. Projekt rozbudowy szkoły sporządziła w latach 70. Halina Skibniewska, wówczas wicemarszałek sejmu. (nr rej.: A.815 z 3.04.1991).
- Park z XVIII w., przebudowany w XIX w. (nr rej.: A.814 z 4.12.1957).
- Drewniana stodoła (nr 1) z 1875 r. (nr rej.: 561 z 27.08.1970).